# Nacho Ordín
Ignacio Ordín Barrabes, detto Nacho (Monzón, 4 gennaio 1978), è un ex cestista spagnolo.